# Platynectes octodecimmaculatus
Platynectes octodecimmaculatus är en skalbaggsart som först beskrevs av W. S. Macleay 1825.  Platynectes octodecimmaculatus ingår i släktet Platynectes och familjen dykare. Inga underarter finns listade i Catalogue of Life.